# Saturn AL-31
Saturn AL-31 je série dvouproudových motorů, které vznikly v sovětské konstrukční kanceláři Lyulka, nyní NPO Saturn, původně pro přepadový stíhací letoun Suchoj Su-27. V současné době[kdy?] jeho různé deriváty pohání letouny postavené na základě Su-27 (Su-30, Su-33, Su-34, Su-35) a také čínský Chengdu J-10. Jeho velmi pokročilá verze s technologicky novým jádrem splňující již charakteristiky motoru páté generace[zdroj⁠?!] pojmenovaná AL-41F1 pohání prototypy letounu Su-57.

## Vývoj
Vývoj motoru AL-31F byl svázán s vývojem a počátkem sériové výroby těžkého stíhacího letounu 4. generace Su-27. Vývoj motoru i letounu od počátku provázely komplikace, motor stejně jako samotný letoun byl několikrát přeprojektován, aby dosahoval výkonů nové americké stíhačky F-15, což si vyžádalo spoustu nových technických řešení. První prototyp motoru z roku 1974 zdaleka nesplňoval na něj kladené požadavky, proto se Archip Ljulka společně s Pavlem Suchojem rozhodli učinit riskantní rozhodnutí o začátku konstrukce nového perspektivního motoru s jednostupňovými turbínami a kompresory o vysokém stupni stlačení. Aby celý projekt splňoval na něj kladené požadavky, muselo dojít také k radikálnímu přepracování samotné konstrukce Su-27. Ještě v roce 1984 bylo šéfkonstruktérem Saturnu B. M. Čepkinem rozhodnuto o kompletním přepracování turbínových lopatek a konečně v roce 1985 bylo motoru umožněno přistoupit ke státním zkouškám. K dokončení celého projektu došlo až po smrti obou slavných konstruktérů, kteří vývoj této stíhačky a jejího motoru započali – Pavla Suchoje (15. září 1975) a Archipa Ljulky (1. června 1984).

## Varianty
| Název                | Popis                                                       | Výrobce       | Rok  | Tah                    | Vektorování tahu | Letoun                                                              | Status                           |
| -------------------- | ----------------------------------------------------------- | ------------- | ---- | ---------------------- | ---------------- | ------------------------------------------------------------------- | -------------------------------- |
| AL-31F               | Základní motor vyvinutý pro pohon stíhačky Su-27            | Saljut, UMPO  | 1981 | 27 600 lbf (122,6 kN)  | Ne               | Suchoj Su-27, Shenyang J-11, Suchoj Su-30MKK, Suchoj Su-30 (Saljut) | Ve službě/výrobě                 |
| AL-31F3              | Vylepšená varianta pro námořní verzi Su-33                  | Saturn Ljulka |      | 28 200 lbf (125,57 kN) | Ne               | Suchoj Su-33                                                        | Ve službě/výrobě                 |
| AL-31FP              | Vylepšená varianta pro indický Su-30MKI s vektorováním tahu | Saljut, HAL   | 2000 | 27 600 lbf (122,6 kN)  | Ano              | Suchoj Su-30 MKI, Suchoj Su-30MKM                                   | Ve službě/výrobě                 |
| AL-31FN              | Vylepšená varianta pro Chengdu J-10                         | Saljut        | 2002 | 28 000 lbf (124,5 kN)  | Ne               | Chengdu J-10                                                        | Ve službě/výrobě                 |
| AL-31FN Serie 3      | Vylepšená varianta pro Chengdu J-10B                        | Saljut        | 2013 | 30 200 lbf (134,3 kN)  | Ne               | Chengdu J-10                                                        | Ve službě/výrobě                 |
| AL-31F M1 (Serie 42) | Vylepšená verze pro ruské letectvo                          | Saljut        | 2007 | 29 800 lbf (132,4 kN)  | Ano              | Suchoj Su-27SM, Suchoj Su-30, Suchoj Su-34                          | Ve službě/výrobě                 |
| AL-31F M2            | Vylepšená verze pro Chengdu J-20                            | Saljut        | 2012 | 32 000 lbf (142,2 kN)  | Ne               | Chengdu J-20                                                        | Ve službě/výrobě                 |
| AL-37FU              | Pokročilý derivát pro Su-37                                 | UMPO          |      | 32 000 lbf (142,2 kN)  | Ano              | Suchoj Su-37                                                        | Experimentální derivát pro Su-37 |
| AL-41F-1S (117S)     | Pokročilý derivát pro Su-35                                 | UMPO          | 2008 | 31 900 lbf (142 kN)    | Ano              | Suchoj Su-35                                                        | Ve službě/výrobě                 |
| AL-41F1 (117)        | Pokročilý derivát pro Suchoj Su-57                          | UMPO          | 2010 | 33 000 lbf (147 kN)    | Ano              | Suchoj Su-57                                                        | Ve službě/výrobě                 |

## Specifikace (AL-31F)
Data: Gordon, Rosoboronexport, United Engine Corporation

### Technické údaje
- Typ: dvouhřídelový dvouproudový motor
- Průměr: 1 280 mm
- Délka: 4 945 mm
- Hmotnost suchého motoru: 1 520 kg

### Součásti
- Kompresor: 4 stupně dmychadla, 9 stupňů vysokotlakého kompresoru
- Spalovací komora: prstencová
- Turbína: dvě jednostupňové turbíny

### Výkony
- Maximální tah: 
  - 74,6 kN (16 800 lbf) suchý tah
  - 122,6 kN (27 600 lbf) s přídavným spalováním
- Celkový poměr stlačení: 23:1
- Obtokový poměr: 0,56:1
- Průtok/hltnost vzduchu: 112 kg/s (250 lb/s)
- Teplota plynů před turbínou: 1 392 °C
- Měrná spotřeba paliva: 
  - Suchý tah: 22,1 g/kN/s
  - S přídavným spalováním: 55,5 g/kN/s
- Poměr tah/hmotnost: 4,93 (suchý tah), 8,22 (s přídavným spalováním)